# Sky Bow
El Sky Bow, o Tien Kung (chino :天弓; pinyin: Tiān gōng), son una serie de sistemas de defensa antiaérea y de misiles antibalísticos tierra-aire desarrollados por Taiwán. El Sky Bow II (TK-2) y el Sky Bow III (TK-3) están en servicio con las Fuerzas Armadas de la República de China.

## Variantes
- Sky Bow I
- Sky Bow II
- Sky Bow III
- Strong Bow I (variante de exportación)
- Strong Bow II (variante de exportación)